# 이타야역
이타야역(일본어: 板谷駅)은 일본 야마가타현 요네자와시에 위치한 동일본 여객철도 오우 본선의 철도역이다. 상대식 승강장 2면 2선의 구조를 가진 지상역으로, 요네자와역 관리의 무인역이다.

## 역 주변
- 구리코 국제 스키장
- 가네요 비누 야마가타 공장
- 고시키 온천
- 국도 제13호선

## 역사
- 1899년 5월 15일 : 오우미나미 선 후쿠시마 - 요네자와 간 개통과 동시에 개업.
- 1984년 2월 1일 : 화물 영업 폐지.
- 1984년 12월 1일 : 무인화.
- 1987년 4월 1일 : 일본국유철도 분할 민영화에 의해, 동일본 여객철도의 역이 됨.
- 1990년
  - 8월 31일 : 이 날까지 요네자와 역 파견에 의한 특별 개찰을 실시.
  - 9월 1일 : 스위치 백을 폐지해 현재의 위치로 역을 이전.

## 인접 역
| 동일본 여객철도 오우 본선 | 동일본 여객철도 오우 본선 | 동일본 여객철도 오우 본선 |
| ------------------------- | ------------------------- | ------------------------- |
| 아카이와 후쿠시마 방면    | ■ 야마가타 선             | 도게 요네자와 방면        |